# Бесни зайци: Нашествие
„Бесни зайци: Нашествие“ (на френски: Les Lapins Crétins : Invasion; на английски: Rabbids Invasion) е френски компютърно анимиран сериал, който е базиран на поредицата видеоигри Rabbids, произведен от Ubisoft. Той е продуциран от Ubisoft Motion Pictures, TeamTO и CNC. Премиерата на сериала е излъчена на 3 август 2013 г. по France 3 във Франция и Nickelodeon в САЩ.

## В България
В България сериалът започва излъчване през 2014 г. по локалната версия на Nickelodeon с нахсинхронен дублаж на български език, записан в Доли Медия Студио. В дублажа участват Иван Велчев и Росен Русев.